# Червякова, Анастасия Михайловна
Анастасия Михайловна Червякова (род. 14 июня 1992 года) — российская бадминтонистка, многократный призёр чемпионатов Европы.

## Карьера
Чемпионка России (2014—2016 — парный разряд). Серебряный (2013 — парный разряд; 2016 — микст) и бронзовый (2011, 2012 — парный разряд; 2013 — микст) призер чемпионатов России. Признана лучшей бадминтонисткой России 2014 года.
В 2009 году в паре с Роминой Габдуллиной выиграла юниорский чемпионат Европы.
В 2014 году в составе женской сборной России завоевала серебро командного чемпионата Европы.
В 2017 году завоевала серебро в составе смешанной сборной России.
На чемпионате Европы 2017 года в паре с Ольгой Морозовой завоевала бронзу.
Окончила Нижегородский государственный университет им. Н. И. Лобачевского.